# Michel-Ange Balikwisha
Michel-Ange Balikwisha (* 31. Mai 2001 in Gent) ist ein belgisch-kongolesischer Fußballspieler, der beim Erstdivisionär Royal Antwerpen unter Vertrag steht. Der Flügelspieler ist seit August 2019 belgischer U19-Nationalspieler.

## Karriere

### Verein
Balikwisha spielte in der Jugendabteilung des RSC Anderlecht, bevor er im Sommer 2014 in die Nachwuchsakademie des Rivalen Standard Lüttich wechselte. Dort entwickelte er sich zu einem talentierten Flügelspieler und in der Saison 2019/20 spielte er bereits in der Reservemannschaft. Zur darauffolgenden Spielzeit 2020/21 wurde er in die erste Mannschaft von Cheftrainer Philippe Montanier befördert. Am 17. September 2020 gab er beim 2:0-Heimsieg gegen Bala Town in der UEFA Europa League sein Profidebüt. Sein erstes Spiel in der höchsten belgischen Spielklasse bestritt er am 20. September 2020 (6. Spieltag) beim 2:1-Heimsieg gegen den KV Kortrijk, als er in der 62. Spielminute für Damjan Pavlovic eingewechselt wurde. Eine Woche später (7. Spieltag) konnte er beim 2:2-Unentschieden gegen den SV Zulte Waregem sein erstes Tor. In den nächsten Wochen startete er regelmäßig, so dass er in der Saison 2020/21 für Standard 32 von 40 möglichen Ligaspielen, in denen er neun Tore schoss, bestritt sowie zwei Pokal- und sechs Europapokal-Spiele (einschließlich Qualifikation).
Anfang Juli 2021 wechselte Balikwisha zum Ligakonkurrenten Royal Antwerpen und unterschrieb dort einen Vertrag mit einer Laufzeit von fünf Jahren. In seiner ersten Saison bestritt er 32 von 40 möglichen Ligaspielen für Antwerpen, in denen er vier Tore schoss, sowie ein Pokalspiel sowie fünf Spiele in der Europa League einschließlich Qualifikation mit einem Tor. In der nächsten Saison waren es 33 von 40 möglichen Ligaspielen mit 7 geschossenen Toren, fünf Pokalspielen mit zwei Toren und vier Qualifikationsspiele zur Conference League mit einem Tor. Er beendete die Saison als belgischer Meister und Pokalsieger. In der Saison 2023/24 bestritt er 33 von 40 möglichen Ligaspielen, in denen er sieben Tore schoss, drei Pokalspiele, sieben Spiele im Europapokal mit zwei geschossenen Toren und das gewonnene Spiel um den Supercup, in dem er auch ein Tor schoss. In der Saison 2024/25 waren es nur 16 von 41 möglichen Ligaspielen, in denen er vier Tore schoss, sowie ein Pokalspiel. Infolge eines Oberschenkelmuskelrisses fiel er von Anfang August 2024 bis Anfang März 2025 aus. Dabei bestritt er im Dezember 2024 ein Spiel in der U 23-Mannschaft, die in der Division 1B spielt, im Rahmen eines Wiedereingliederungsversuches.

### Nationalmannschaft
Aufgrund seiner Herkunft ist Michel-Ange Balikwisha sowohl für Belgien als auch für die Demokratische Republik Kongo spielberechtigt. Er lief bereits für diverse belgische Juniorennationalmannschaften auf und ist seit August 2019 für die U19 im Einsatz.

## Persönliches
Sein zwei Jahre älterer Bruder William ist ebenfalls Profifußballer.

## Erfolge
- Belgischer Meister: 2022/23 (Royal Antwerpen)
- Sieger belgischer Fußballpokal: 2022/23 (Royal Antwerpen)
- Gewinner belgischer Supercup: 2023